# تسمر

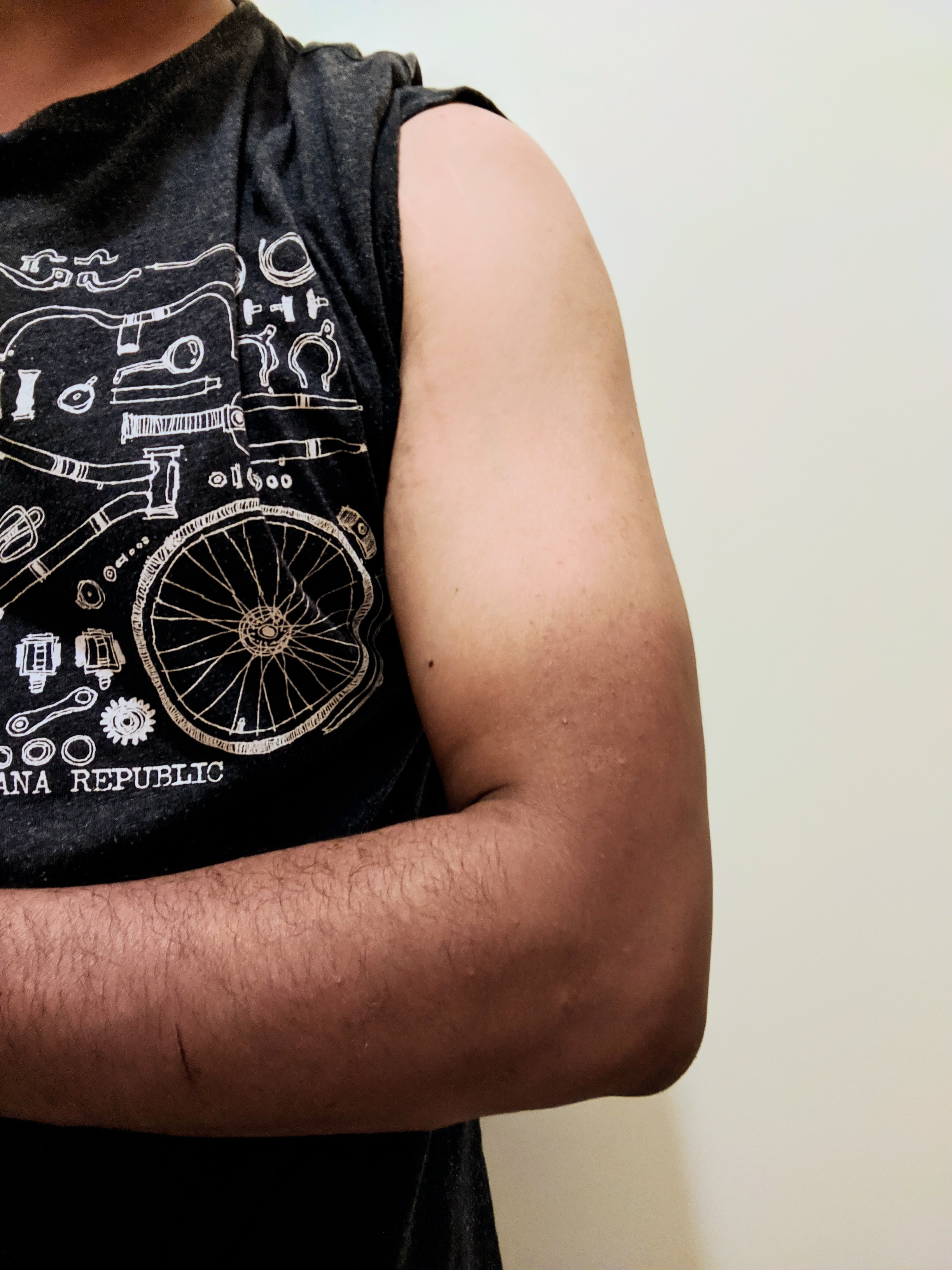
تسمر ذراع إنسان بأستثناء ما تغطى بالثياب.

التَّسَفُّع أو التسَمُّر، هي العملية التي يغمَقّ فيها لون الجلد أو يسمرّ. عملية التسفع في معظم الأحيان تكون نتيجة للتعرض للاشعاعات فوق البنفسجية من الشمس، أو من مصادر صناعية كجهاز تسمير البشرة. هناك الكثيرين ممن يعرضون الجسم لأشعة الشمس المباشرة بغرض اكتساب السمرة، يسمى هذا حماماً شمسيًا أو تشمُّسًا. الا ن هناك طرق صناعية للتسمّر. البعض يستخدمون منتجات كيميائية لاكتساب السمرة دون التعرض للأشعة الفوق بنفسجية. التعرض العفوي لأشعة الشمس له فوائد عدة منها تصنيع الجسم لفيتامين د، لكن التعرض الزائد عن الحد للأشعة الفوق بنفسجية له أضرار عدة، كالإصابة بالحروق الشمسية، أو حتى سرطان الجلد، كذلك يمكنه إضعاف النظام المناعي للجسم، والتسريع في عملية الشيخوخة. لتجنب الحروق الشمسية يدهن الكثيرين مستحضرات واقية من شمس على الجلد، آخرين يستعملون زيوتاً للتسريع من عملية التسفّع.
البعض يسمرون بسهولة أكثر من غيرهم، قد يكون هذا نتيجة لاختلاف أنواع الجلد أو لونه، وهذه الأخيرة قد تكون لأسباب جينية.